# Lovage
Lovage (dt.: Liebstöckel) ist ein Bandprojekt des japanisch-amerikanischen Produzenten Dan the Automator (Pseudonym: Nathaniel Merriweather). Das erste Album Music To Make Love To Your Old Lady By erschien am 5. November 2001. Mike Patton und Jennifer Charles singen, teilweise im Duett, die Stücke, welche sich stilistisch zwischen Jazz und Trip-Hop bewegen. DJ Kid Koala steuerte die Scratches  bei und nahm ebenfalls an der Tour durch 13 Städte der USA teil. Die verträumten Flöten-, Streicher und Pianopassagen werden von schleppenden Beats begleitet und von Geschichten über Liebstöckel (engl. lovage) und bizarre Drinks unterbrochen. Mike Patton kündigte 2006 in einem MTV-Interview ein zweites Album an, welches allerdings bisher (Stand 2014) noch nicht erschienen ist.